# مقاطعة ماريز (ميزوري)
مقاطعة ماريز (بالإنجليزية: Maries County)‏ هي إحدى المقاطعات في ولاية ميزوري في الولايات المتحدة الأمريكية.

## أعلام
- إس. هاريسون وايت